# Magnolija (1999.)
Magnolija (eng. Magnolia) drama je Paula Thomasa Andersona iz 1999. koja uključuje devet različitih, ali povezanih priča o odnosima među nekoliko ljudi tijekom jednog dana u San Fernando Valleyju u Los Angelesu.
Magnolija je bila kritički i komercijalni uspjeh. Od velikog glumačkog ansambla, Tom Cruise je bio nominiran za Oscar za najboljeg sporednog glumca, a 2000. je osvojio Zlatni globus u istoj kategoriji.

## Radnja
Film počinje uvodom (kojeg pripovijeda nepotpisani Ricky Jay) s opisom triju događaja koji navodi publiku na pomisao kako se događaji iz filma "događaju svaki dan". Događaji, poznati u fikcionalnom svijetu i kao urbane legende, su sljedeći:
1. Sira Edmunda Williama Godfreyja, stanovnika Greenberry Hilla u Londonu, ispred njegove ljekarne ubijaju trojica lutalica, Joseph Green, Stanley Berry i Daniel Hill. Priča je temeljena na ubojstvu Edmunda Berryja Godfreyja.
2. Djelitelja blackjacka, Delmera Dariona, tijekom ronjenja slučajno pokupi kanader koji uzima vodu za gašenje šumskog požara te on umre od srčanog udara tijekom leta. Pilot aviona, Craig Hansen, upoznao je Dariona nekoliko dana prije u njegovu kasinu gdje su se potukli zbog izgubljene partije blackjacka. Krivnja i nevjerojatna slučajnost natjeraju pilota na samoubojstvo.
3. 17-godišnji dječak, Sydney Barringer, pokuša izvršiti samoubojstvo skočivši s krova zgrade; ovaj pokušaj postaje "uspješno ubojstvo" jer ga je majka slučajno ustrijelila dok je letio pokraj njihova prozora. Njegovi roditelji znali su si međusobno prijetiti sačmaricom koja je obično bila prazna. Iako oni to nisu znali, Sydney je napunio pušku nekoliko dana ranije nadajući se da će uistinu ubiti jedno drugo. Kao rezultat svega, on postaje suučesnik u vlastitom ubojstvu. Ironija svega je da bi ga od smrti spasila sigurnosna mreža za perače prozora postavljena ispod njihova stana da ga nije ubila puška koju je sam napunio.

Nakon uvoda, upoznaju se glavni junaci dok u pozadini svira pjesma "One" Harryja Nilssona u izvedbi Aimee Mann. Film nakon toga prati razne likove kroz jedan dan u kojem će im se životi ispreplesti. Policajca Jima Kurringa (John C. Riley) pozivaju da istraži buku u kući žene zvane Marcie (Cleo King). Pronalazi tijelo u njenom ormaru, ali nakon što policajci stižu na lice mjesta, ne obraćaju pažnju na njega. Dječak Dixon (Emmanuel Johnson) ponudi pomoć Jimu oko slučaja odrepavši mu nekoliko stihova. Dixon mu kaže da se u stihovima krije odgovor na misteriju, ali mu Jim ne povjeruje misleći kako je sve to šala.
Bivši televizijski producent Earl Partridge (Jason Robards) boluje od raka u posljednjoj fazi, a njeguje ga bolničar Phil Parma (Philip Seymour Hoffman). U međuvremenu njegova mlada trofejna žena Linda skuplja recepte za jaku dozu tekućeg morfija koja će mu okončati bol, ali i baciti ga u komu. Earl spominje Philu kako ima otuđenog sina i zamoli ga da ga pronađe rekavši da mu je ime Frank Mackie. Phil, svjestan da je Mackie autor sustava samopomoći za muškarce Zavedi i uništi, naručuje nekoliko pornografskih časopisa nadajući da će u njima pronaći broj telefona za sustav samopomoći. Frank T.J. Mackie (Tom Cruise) drži seminar nekolicini muškaraca savjetujući ih kako će navesti žene da spavaju s njima. U stanci za ručak ga intervjuira novinarka Gwenovier (April Grace). On isprva djeluje jako samouvjereno, ali nakon toga kaže Gwenovier kako mu je umro otac.
Claudiju Wilson (Melora Walters) posjećuje njen otac, voditelj kviza Jimmy Gator (Philip Baker Hall) koji je pokuša obavijestiti da boluje od raka. No, Claudija se razbjesni nakon što ga je ugledala i naredi mu da ode iz njezine kuće. U televizijskom studiju Jimmy preko telefona kaže svojoj ženi Rose (Melinda Dillon) kako je Claudija "poludjela". Jedan od mladih natjecatelja u kvizu, "What Do Kids Know?", Stanley Spector (Jeremy Blackman) stiže u studio sa svojim bezobzirnim ocem Rickom (Michael Bowen). Iako su druga djeca samo u potrazi za slavom koja dolazi u paketu s pojavljivanjem na televiziji, Stanley s druge strane žarko želi učiti, dok ga otac potiče samo zato što želi novac od nagrade. Bivši pobjednik kviza u šezdesetima, Donnie Smith (William H. Macy) sada radi u trgovini odakle ga je zbog slabe prodaje otpustio šef, Solomon Solomon (Alfred Molina). Donnie počne protestirati rekavši kako treba novac za "korektivnu oralnu operaciju", a ovaj mu samo odvraća da mu ne treba aparatić.
Jima pozivaju u Claudijin dom nakon što je netko prijavio buku dok se svađala s Jimmyjem. Jimu se odmah svidi i počne odugovlačiti kako bi proveo što više vremena s njom iako joj se ne usudi udvarati. I ona se počne njemu umiljavati, djelomično zato da skrije činjenicu da je ovisna o kokainu, a djelomično zato što nije navikla da je netko tako drag prema njoj. Na kraju Jima zovnu na drugi posao, no na odlasku je upita želi li izaći na spoj s njim na što ona pristaje. Linda prikuplja razne lijekove od ljekarnika koji počne bacati šale o zabavama na koje bi mogla otići s tim "stvarima". Razbješnjena, Linda mu odbrusi da nema pravo komentirati njen život ako je ne poznaje. Zatim odlazi Earlovu odvjetniku, Alanu Klingmanu (Michael Murphy), moleći ga da promijeni Earlovu oporuku. Ustvrdi da nikad nije voljela Earla, ali se udala za njega zbog novca i da sada osjeća da se na kraju uistinu zaljubila u njega i ne želi novac kako bi se riješila krivnje zbog onoga što je učinila. Alan joj odvrati kako ne može ništa učiniti po tom pitanju.
Kviz konačno počinje, a Stanleyjeva neizmjerna inteligencija pruža veliku prednost djeci pred odraslima. No, u stanci za reklame producenti odbijaju pustiti Stanleyja u zahod. Kviz se nastavlja, a on se pomokri u hlače i prestane odgovarati na pitanja zbog sramote nakon čega odrasli prelaze u vodstvo. Kako se igra nastavlja, Jimmy se počne osjećati sve slabije te se na kraju sruši na pozornici. Kaže svojem prijatelju Burtu Ramseyju (Ricky Jay) da se kviz nastavi, a u stanci se Rick razbjesni na Stanleyja zato što je ovaj prestao odgovarati na pitanja. Jimmy zamoli Stanleyja da izađe u zadnji krug, ali ovaj odbije i upita ga zašto bi se trebao osjećati kao "lutka" samo zato što je inteligentan. Jimmy odvraća da ne zna, a kviz završava.
U međuvremenu, Gwenovier se zainteresira za Frankovu prošlost. Njezine informacije pokazuju da je Frankova majka umrla 1980. i da se on morao brinuti za nju jer se razboljela zato što njegovog oca Earla nije bilo. Frank se uvrijedi zbog njezinog istraživanja njegove prošlosti i odbije razgovarati do kraja intervjua. Phil konačno uspije doći do Frankova osobnog pomoćnika koji predaje poruku Franku, koji je nakon intervjua rastrojen. No, Linda se vraća i prekida Philov telefonski poziv rekavši mu da se ne petlja u obiteljske stvari, na što se Phil ispriča. Donnie u međuvremenu odlazi u bar koji redovito posjećuje, uglavnom da može gledati barmena Brada (Craig Kvinsland) u kojeg je zaljubljen, a koji nosi aparatić. Ugledavši Brada kako razgovara s redovitim gostom lokala Thurstonom Howellom (Henry Gibson), Donnie prilazi Howellu i upita ga ima li ljubavi u srcu. Howell je nesimpatičan Donnieju koji mu se ruga zbog toga što je glup. Donnie postane mrzovoljan sjetivši se kako su mu roditelji uzeli novac koji je osvojio na kvizu. Doveden do očaja, Donnie priznaje ljubav Bradu i izjuri iz bara.
Jim je, vozeći se od Claudije, uzbuđen zbog spoja koji je dogovorio te odlazi na drugi slučaj, no ugleda neopreznog pješaka. Međutim, tijekom istrage, misteriozni napadač zapuca na njega, nakon čega mu ispadne pištolj. Pištolj ukrade Dixon, ostavivši Jima da se osjeća glupo kako je izgubio pištolj i prestrašena zbog pomisli kako će mu se kolege s posla rugati. U međuvremenu, Linda se ispriča Philu što je vikala na njega i kaže mu da se ispriča Earlu u njezino ime. Zatim odlazi do auta i uzima sve lijekove koje je uzela za Earla oduzevši u očaju sama sebi život. Vrativši se malo k svijesti, Earl ispriča Philu priču o svojoj prvoj ljubavi, Lily, koju je volio, ali i varao. Prizna mu kako žali zbog svih glupih stvari koje učinio u životu, tvrdeći "takve se pogreške ne čine". Kako svi junaci dolaze do prekretnice, svi pjevaju dok svira "Wise Up" Aimee Mann koja uvodi u zadnji dio filma.
Jim i Claudia odlaze na spoj i obećavaju jedno drugom kako si neće lagati, da će biti otvoreni i iskreni kako bi mogli prebroditi sve poteškoće na koje nailaze druge veze. Jim priznaje da je izgubio pištolj i da nije bio na spoju otkad se oženio. Claudia se čini prestravljena razgovorom s njim tvrdeći kako će je mrziti kad sazna neke stvari o njoj. Ona ustvrdi da ima problema, ali je Jim uvjerava da mu nije stalo do toga. Poljubi je, ali mu ona tada kaže "Sada kad sam te upoznala, bi li ti bilo teško kad me više nikad ne bi vidio?" i pobjegne, ostavivši Jima zbunjenog. Jimmyja odvode doma kod Rose koja se počne brinuti za njega. On joj prizna da ju je varao i kaže da želi biti iskren. Rose ga upita zašto Claudia ne želi razgovarati s njim, a Jimmy odvrati kako ona misli da ju je on zlostavljao, ali se on ne može sjetiti je li ili nije. Zaprepaštena, Rose napušta kuću, a Jimmy se odluči ubiti uzevši pištolj iz kuhinje.
Donnie se odluči osvetiti Solomonu iskoristivši svoje ključeve kako bi ukrao novac iz sefa. Uspijeva u tome, ali slomi ključ u bravi na izlasku. Odjednom shvativši kako je glupo to što radi, vrati se kako bi vratio novac, no shvaća kako ne može natrag zbog slomljenog ključa. Umjesto toga, popne se na telegrafski stup kako bi ušao s krova. U međuvremenu, Dixon pronađe Lindu gotovo mrtvu u autu. Nakon što joj je uzeo nešto novca iz torbice nazove hitnu pomoć i ponovno počne repati svoje stihove dok hitna odlazi. Razmislivši o ranijem telefonskom pozivu, Frank stiže u Earlovu kuću gdje ga prima Phil. Gledajući kako Earl umire, Franka obuzimaju tuga i bijes ne znajući što bi rekao čovjeku koji mu je uništio život. Mrzovoljni Jim se vozi natrag kući nakon propalog spoja i ugleda Donnieja kako se penje uz telegrafski stup i ode ga zaustaviti.
U tom trenutku iznenada s neba počnu padati žabe, što je neobjašnjivi događaj koji povezuje temu filma kako se "čudne stvari događaju cijelo vrijeme". Rose vozi kroz kišu žaba i slupa auto ispred Claudijine kuće te se u strahu ode pomiriti s kćeri. Jimmy se pokuša ubiti, ali vidjevši žabe kako padaju s neba, zapuca u televizor nakon čega vatra zahvati cijelu njegovu kuću. Ostaje nejasno je li preživio. Zbog žaba Donnie padne sa stupa i razbije zube što znači da sad uistinu treba "korektivnu oralnu operaciju". Jim pomogne Donnieju zamijeniti novac i oprostiti samom sebi, a Donnie ustvrdi "Uistinu imam ljubavi za dati - samo ne znam gdje da je stavim." Nakon što mu je Phil dao tekući morfij, Earl umire uz Franka kraj njegova kreveta. Njih dvojica su se možda konačno pomirili, a Frank zatim odlazi u bolnicu kako bi vidio Lindu koja se postupno oporavlja. Stanley odlazi svom ocu i kaže mu da mora biti bolji s njim. Rick mu samo osorno odvrati da ide u krevet. Film završava dok sljedećeg jutra Jim odlazi posjetiti Claudiju. Dok svira "Save Me" Aimee Mann, on počne razgovarati s njom rekavši joj kako želi biti iskren s njom kako je i ona njemu rekla i da želi da se pomire. Film završava s pripovjedačem koji navodi publiku da ponovno razmisli o slučajnostima spomenutim u uvodu, implicirajući kako je odnos između likova u filmu sličan tome.

### Likovi
- Frank T.J. Mackey (Tom Cruise), autor Zavedi i uništi, sustava samopomoći za muškarce za iskorištavanje žena. Inspiracija za Mackeyjev lik bio je Ross Jeffries, autor knjiga o samopomoći i zavođenju.[1]
- Linda Partridge (Julianne Moore), žena mnogo starijeg muža koji se nalazi u posljednjoj fazi neizlječive bolesti koja osjeća krivnju zbog svoje nevjernosti. Ona je maćeha Franka T.J. Mackeyja.
- "Quiz Kid" Donnie Smith (William H. Macy), čovjek koji je u šezdesetima kao dječak osvojio veliki iznos novca na televizijskom kvizu What Do Kids Know?, ali čiji je život krenuo nizbrdo nakon što je počeo nastupati kao glasnogovornik slavnih.
- Stanley Spector (Jeremy Blackman), trenutni natjecatelj u istom kvizu. Njegov pohlepni otac, neuspješni glumac, kapitalizira njegov uspjeh i konstantno ga opterećuje novim pobjedama.
- Phil Parma (Philip Seymour Hoffman), pristojni, suosjećajni i usamljeni bolničar koji radi za smrtno bolesnog Earla Partridgea.
- Claudia Wilson Gator (Melora Walters), mlada žena u borbi sa psihološkim problemima i ovisnošću o kokainu; kći Jimmyja Gatora.
- Jimmy Gator (Philip Baker Hill), voditelj What Do Kids Know? koji umire od raka kostiju. Pokušava se pomiriti s kćerkom, Claudijom.
- Earl Partridge (Jason Robards), imućni televizijski producent koji boluje od raka pluća. On je otuđeni otac Franka T.J. Mackeyja i muž Linde Partridge.
- Policajac Jim Kurring (John C. Reilly), razvedeni, religiozni i pošteni policajac. Dok patrolira, često govori u imaginarnu kameru kao da se nalazi u televizijskom reality showu kao što je COPS.

Mnogi likovi imaju slične priče:
|                           | Jim Kurring (John C. Reilly)            | Earl (Jason Robards)                                            | Jimmy (Philip Baker Hall)                                                              | Claudia (Melora Walters)                                                                             | Stanley (Jeremy Blackman)                             | Donnie (William H. Macy)            |
| Linda (Julianne Moore)    |                                         | Oboje su bili nevjerni (Linda Earlu, a Earl svojoj prvoj ženi). | Oboje priznaju nevjeru i oboje neuspješno pokušaju samoubojstvo.                       | Obje uzimaju drogu i pate od psiholoških problema.                                                   |                                                       | Oboje pate od poremećaja ponašanja. |
| Donnie (William H. Macy)  | Oba su usamljeni i očajno traže ljubav. |                                                                 |                                                                                        | Oboje imaju kompleks proganjanja.                                                                    | Oba su natjecatelji kviza koje roditelji podcjenjuju. |                                     |
| Frank (Tom Cruise)        |                                         | Oba se loše odnose prema ženama.                                |                                                                                        | Oboje se ponašaju autodestruktivno što je rezultat trauma iz djetinjstva, a i žive pod pseudonimima. |                                                       |                                     |
| Stanley (Jeremy Blackman) | Oba se osjećaju kao izgnani.            |                                                                 | Obojica doživljavaju slomove na Jimmyjevu kvizu (Jimmy psihički, Stanley emocionalni). | Oboje je zlostavljao otac, Stanleyja verbalno i emocionalno, a Claudiju seksualno.                   |                                                       |                                     |
| Jimmy (Philip Baker Hall) |                                         | Obojica umiru od raka te su varali svoje žene.                  |                                                                                        | |                                                       |                                     |
| Earl (Jason Robards)      | Obojica su imala poremećen prvi brak.   |                                                                 |                                                                                        | |                                                       |                                     |

Radnja otkriva sve ove odnose preko nekoliko povezanih događaja, uključujući:
- Zločin za koji istražitelji misle da ga je počinio Crv (kojeg glumi Orlando Jones u scenama koje su izbrisane).
- Prijenos kviza What Do Kids Know koji suprotstavlja djecu i odrasle.
- Prigovor na buku koji vodi do mučnog razgovora i kasnije spoja između Jima i Claudije.
- Donniejev razgovor u baru s pijancem i njegovi neuspješni pokušaji udvaranja barmenu koji nosi aparatić, Bradu. Njegova ljubav koju osjeća za barmena rezultira u pokušaju da ukrade novac od poslodavca koji ga je otpustio kako bi platio aparatić koji mu nije potreban.
- Intervju u kojem novinarka pokušava prodrijeti kroz emocionalni zid iza kojeg se krije Frank.
- Zadnji dani Earlova života koji zakompliciraju Lindin život uz nekoliko važnih odluka i u kojima očajni Phil pokušava ispuniti Earlovu želju da vidi Franka, sina koji ga prezire.

### Žabe i Knjiga izlaska 8:2
Na kraju filma se događa rijedak fenomen: kiša žaba s neba. Postoji nekoliko stvarnih izvještaja o tome kako je žabe "usisala" pijavica te kako ih je izbacila na kopno nekoliko kilometara dalje.
Tema filma su neobjašnjivi događaji preuzeti iz djela američkog intelektualca Charlesa Forta iz dvadesetih i tridesetih godina. Forteanski pisac Loren Coleman u jednoj od svojih zadnjih knjiga je napisao poglavlje o ovom filmu, nazvano "The Teleporting Animals and Magnolia". Film ima mnogo skrivenih forteanskih tema. Kiša žaba je samo jedna od njih. Jedna od knjiga Charlesa Forta može se vidjeti na stolu u knjižnici, a na odjavnoj špici stoji zahvala Charlesu Fortu.
Drugo objašnjenje bi mogla biti scena u kojoj dječak zvan Dixon kaže Jimu da "kad sunce ne radi, Bog donese kišu". U filmu se često spominje biblijski stih iz Knjige Izlaska: "Ako odbiješ pustiti ih, pomorit ću ti zemlju žabama" (U Knjizi izlaska žabe su opisane kako jednostavno izlaze iz "voda egipatskih").
Postoji nekoliko referenci na Knjigu Izlaska, stih 8:2: primjerice, na početku filma šansa za kišu iznosi 82 posto. Na samom početku čovjek vješa oznaku na kojoj piše "82". Avion koji je ubio Dariona ima broj "82" označen sa strane, a za pokerskim stolom čovjek pita 2, a dobiva 8. U "sceni skakanja" Sydneyja Barringera, nalijevo od Sydneyja na zidu stoji izrađen broj "82" od žice, njegovi roditelji se svađaju u sobi 682, a forenzičari se sastaju u 8:20. Telefonski broj za "Zavedi i uništi" ima 82 u sebi. Na početku scene u kvizu, može se vidjeti obožavatelj kako nosi natpis na kojem stoji "Exodus 8:2" (Anderson u cameo pojavljivanju) prije nego što ga službenik uklanja; jedna od najkonkretnijih referenci na taj stih u Bibliji. Tijekom kiše žaba, znak "Exodus 8:2" može se vidjeti na ulici. Osim toga, Jimova glasovna pošta kaže kako je broj njegove automatske sekretarice "82". Anderson isprva nije uključio ove reference u scenarij; nakon što mu je Henry Gibson skrenuo pozornost na taj stih, ubacio ga je u scenarij.

## Glumci
| Actor                  | Role                    |
| ---------------------- | ----------------------- |
| Jeremy Blackman        | Stanley Spector         |
| Michael Bowen          | Rick Spector            |
| Tom Cruise             | Frank T.J. Mackey       |
| Melinda Dillon         | Rose Gator              |
| Henry Gibson           | Thurston Howell         |
| April Grace            | Gwenovier               |
| Luis Guzmán            | Luis                    |
| Philip Baker Hall      | Jimmy Gator             |
| Philip Seymour Hoffman | Phil Parma              |
| Felicity Huffman       | Cynthia                 |
| Thomas Jane            | Mladi Jimmy Gator       |
| Ricky Jay              | Burt Ramsey/Pripovjedač |
| Orlando Jones          | Crv                     |
| William H. Macy        | Quiz Kid Donnie Smith   |
| Alfred Molina          | Solomon Solomon         |
| Julianne Moore         | Linda Partridge         |
| Michael Murphy         | Alan Kligman, Esq.      |
| Miguel Perez           | Avi Solomon             |
| John C. Reilly         | Jim Kurring             |
| Jason Robards          | Earl Partridge          |
| Melora Walters         | Claudia Wilson Gator    |

## Razvoj
Paul Thomas Anderson počeo je osmišljavati Magnoliju tijekom duge montaže filma Kralj pornića (1997.). Kako se bližio završetku filma, počeo je zapisivati materijal za svoj novi projekt. Nakon kritičkog i komercijalnog uspjeha Kralja pornića, New Line Cinema, koji je distribuirao film, rekao je Andersonu da može uraditi što god hoće, a redatelj je shvatio da "sam u poziciji u kakvoj nikada više neću biti". Michael De Luca, tadašnji šef produkcije u New Lineu sklopio je ugovor za Magnoliju, zajamčivši Andersonu konačnu verziju bez da je čuo ideju za film. Anderson je originalno htio snimiti film koji je "intiman i skroman", nešto što se moglo snimiti u 30 dana. Imao je naslov "Magnolija" u glavi prije pisanja scenarija. Kako je počeo pisati, scenarij je "nastavio cvjetati" te je shvatio da ima toliko mnogo glumaca za koje je htio pisati pa je odlučio "manje teme učiniti spektakularnima". Anderson je počeo s listom slika, riječi i ideja koje "su se same od sebe počele razvijati u sekvence, kadrove i dijaloge", glumce i glazbu. Prva slika koju je zamislio za film bilo je nasmijano lice glumice Melore Walters. Sljedeća slika koja mu je pala na pamet bio je Philip Baker Hall u ulozi njenog oca. Anderson je zamislio Halla kako se penje stepenicama Waltersina stana i žestoko se posvađa s njom. Anderson je obavio i istraživanje o drvetu magnolije i otkrio koncept da jedenje opne biljke pomaže u liječenju raka.

### Scenarij
U vrijeme kad je počeo pisati scenarij, slušao je glazbu Aimee Mann. Anderson je iskoristio njena dva solo albuma i neke demopjesme s novog albuma na kojem je Mann radila kao bazu i inspiraciju za film. Primjerice u Manninoj pjesmi "Deathly", s njenog albuma Bachelor No. 2, postoje stihovi "Now that I've met you/Would you object to/Never seeing each other again" ("Sada kad sam te upoznala/Bi li imao išta protiv/Da se više nikad ne vidimo"), koji su iskorišteni u dijalogu iz filma. Osim toga, ta pjesma je bila inspiracija za lik Claudije.
Lik Jima Curringa potječe iz ljeta 1998. kad je glumac John C. Reilly pustio brkove i počeo glumiti lik priglupog policajca. On i Anderson napravili su nekoliko parodija serije COPS s tim da je redatelj jurio za Reillyjem po ulicama s video kamerom. Glumica Jennifer Jason Leigh pojavila se u jednom od tih videa. Neki od Kurringovih dijaloga potječu iz tog razdoblja. U to je vrijeme Reilly tražio nešto drugačije i rekao Andersonu da su ga "uvijek angažirali za uloge debelih ili poluretardiranih muškaraca. Možeš li mi dati nešto s čime se mogu povezati, nešto kao zaljubljivanje u djevojku?" Anderson je usto htio da Reilly odigra romantičnog junaka jer to nikad prije nije imao priliku učiniti.
Za Philipa Seymoura Hoffmana, Anderson je htio ulogu "jednostavnog, nekompliciranog, pažljivog lika". Glumac je opisao svoj lik kao nekog tko se "ponosi činjenicom da se svaki dan nosi s okolnostima između života i smrti". Unaprijed izabravši Julianne Moore, redatelj je za nju napisao ulogu poludjele junakinje koja uzima veliku količinu lijekova. Prema glumičinim riječima, "Linda ne zna tko je ili što osjeća pa to samo može pokušati objasniti na vulgaran način." Redatelj je smatrao kako se William H. Macy boji velikih emocionalnih uloga pa je za njega napisao "veliku dirljivu, emocionalnu ulogu".
Dok je nagovarao Philipa Bakera Hilla da snimi film objašnjavajući mu značaj kiše žaba, glumac mu je ispričao priču o tome kad je bio u planinama Italije i našao se u nevremenu - mješavinu kiše, snijega i malih žaba. Morao se skloniti s ceste dok oluja nije prošla. Prema intervjuu, Hall je rekao da je lik Jimmyja Gatora temeljio na stvarnim televizijskim personama kao što su Bob Barker, Alistair Beck i Arthur Godfrey. Žablja kiša bila je inspirirana djelima Charlesa Gatora i Andersonovim tvrdnjama da je bio nesvjestan da je to i referenca na Bibliju kad je tek napisao sekvencu. U vrijeme kad je došao do tog dijela, prolazio je kroz turbulentno životno stanje te je počeo shvaćati "zašto se ljudi okreću religiji u teškim vremenima, a možda je moj oblik pronalaska religije bilo čitanje o kišama žaba i shvaćanje da mi se to čini smislenim."

### Casting
Tomu Cruiseu se svidio Andersonov prethodni film, Kralj pornića pa je kontaktirao redatelja dok je još radio na filmu Stanleyja Kubricka Oči širom zatvorene (1999.). Anderson je upoznao Cruisea na setu Kubrickova filma, a glumac ga je imao u vidu za svoj sljedeći film. Nakon što je Anderson dovršio scenarij, poslao je primjerak Cruiseu, a glumac ga je nazvao već sljedećeg dana. Bio je zainteresiran, ali i nervozan zbog uloge. No, na kraju se održao sastanak na kojem su konačno nagovorili Cruisea. Frank T.J. Mackey, lik kojeg je Cruise trebao igrati u filmu, bio je djelomično temeljen na audio snimkama snimljenim na jednom tečaju koje je Andersonu dao prijatelj. Sastojale su se od razgovora dvojice muškaraca koji "pričaju sve to smeće" o ženama i citata Rossa Jeffriesa koji je podučavao novu verziju predavanja Erica Webera, "How to Pick Up Women", ali korištenjem hipnoze i subliminalnih jezičnih tehnika. Anderson je prenio snimku na papir i angažirao Reillyja i Chrisa Penna da izvode dijalog. Redatelj je zatim ovaj razgovor, svoja istraživanja o Jeffriesu i drugim guruima samopomoći ubacio u Mackeyjev seks seminar. Anderson je smatrao kako je Cruisea uloga privukla jer je upravo završio snimanje Očiju širom zatvorenih gdje je igrao junaka potisnutih osjećaja, dok je ovdje imao priliku odigrati njegovu suprotnost.
Anderson je ulogu Earla Partridgea napisao za Jasona Robardsa, ali on isprva nije bio dostupan zbog ozbiljne stafilokokne infekcije. Redatelj je zatim kontaktirao Georgea C. Scotta koji ga je odbio. Na kraju je ulogu ipak odigrao Robards. Robards je o svom liku rekao, "Bilo je to nešto proročanski da me zamole da odigram čovjeka koji se rastaje sa životom. Bila je to prava stvar za mene da to odradim i unesem u to ono što znam". Prema Hallu, većina materijala s Partridgeom bila je temeljena na Andersonovim opažanjima svog oca koji je umirao od raka.

### Produkcija
Prije nego što je Anderson postao redatelj, jedan od poslova koje je radio bio je onaj pomoćnika na televizijskom kvizu Quiz Kid Challenge, što je iskustvo koje je prenio na scenarij Magnolije. U intervjuima je tvrdio kako je film strukturiran kao pjesma Beatlesa "A Day in the Life", "gradi se, notu po notu, zatim se spušta, a onda se opet diže". Za dio prologa smještenog u 1911. godinu, Anderson je koristio kameru kakva je bila korištena u to vrijeme. Neki su glumci bili nervozni zbog pjevanja Mannine "Wise Up" u završnoj sceni pa je Anderson bio prisiljen angažirati Mann da je prva otpjeva i dadne ritam, nakon čega su ostali pratili.
Anderson i New Line su se navodno posvađali zbog reklamiranja filma. On je smatrao kako studio nije korektno odradio marketing s Kraljem pornića te mu se nisu svidjeli studijski poster ni trailer za Magnoliju. Anderson je na kraju osmislio vlastiti poster, sam izmontirao trailer, napisao bilješke za soundtrack album i inzistirao da Cruise ne dobije previše prostora u filmu nauštrb ostalih glumaca. Iako je Anderson na kraju uspio u svom naumu, shvatio je da se "mora naučiti boriti bez da ispadne kreten. Bio sam kao dijete. U prvim trenucima sukoba, ponio sam se kao razmaženi adolescent. Samo sam vikao." U članku iz Rolling Stonea, objavljenom negdje u vrijeme kad i Magnolija, Anderson je rekao kako je izašao s prikazivanja Kluba boraca nakon prvih pola sata te iskritizirao redatelja Davida Finchera zbog šala o raku, rekavši kako ga treba shvatiti kao kaznu. Anderson je kasnije Fincheru poslao pismo isprike te objasnio da je izgubio smisao za humor o raku.

## Glazba i soundtrack albumi
Anderson je upoznao Aimee Mann 1996. kad je zamolio njenog muža, Michaela Penna, da napiše pjesme za svoj film Teška osmica. Mann je i prije imala pjesama na soundtrack albumima, ali nikad "korisno upotrijebljene na tako integralan način" rekla je u intervjuu. Dala je Andersonu grube mikseve pjesama i otkrila da su obe napisane o istim tipovima osoba. On ju je ohrabrio da napiše pjesme za film poslavši joj kopiju scenarija.
Dvije pjesme su ekspresno napisane za film: "You Do", koja je temeljena na liku koji je kasnije izbačen iz filma, i "Save Me", koja zaokružuje film; potonja je 2000. nominirana za Oscar i Zlatni globus, a 2001. za Grammy. Većina preostalih njezinih pjesama bile su demosnimke ili pjesme u nastanku; "Wise Up", koja se nalazi u središtu sekvence u kojoj svi likovi pjevaju pjesmu, originalno je napisana za film Jerry Maguire 1996. U to je vrijeme njezina izdavačka kuća odbila objaviti pjesme na albumu. Pjesma koja svira na početku filma je obrada "One" Harryja Nilssona.
Anderson je producirao spot za "Save Me" koji je uključivao Mann u pozadini scena iz filma kako pjeva junacima. Za razliku od mnogih takvih spotova, nije bilo digitalne manipulacije; video je snimljen na kraju snimanja s Mann i glumcima koji su zamoljeni da ostanu na setu. Spot je 2000. osvojio nagradu MTV-a za najbolju montažu te je bio nominiran za najbolji glazbeni video s filma.
Soundtrack album, objavljen u prosincu 1999. u izdanju Reprise Recordsa, uključuje Mannine pjesme, kao i dio glazbe Jona Briona i pjesme Supertrampa i Gabrielle koje su korištene u filmu. Reprise je u ožujku 2000. objavio album sa svom glazbom.

## Kritike
Magnolija se 17. prosinca 1999. počela prikazivati u samo sedam kina zaradivši 193,604 dolara. 7. siječnja 2000. film je objavljen u 1034 kina te je u prvom vikendu zaradio 5,7 milijuna dolara. U Sjevernoj Americi je zaradio 22,4 milijuna te 25,9 u ostatku svijeta s ukupnom zaradom od 48,4 milijuna dolara, više od budžeta od 37 milijuna.
Dok se Magnolija jedva probijala na box officeu, kritičari su je dobro primili. USA Today dao je filmu 3,5 zvjezdice od četiri nazvavši ga "najnesavršenijim od najboljih filmova godine". U Chicago Sun-Timesu Roger Ebert je hvalio film, naglasivši: "Magnolija je ona vrsta filma na koje odgovoram instinktivno. Ostavi logiku pred vratima. Ne očekuj ograničeni ukus i suzdržljivost nego neku vrst operne ekstaze". Entertainment Weekley dao je filmu ocjenu "B+", hvaleći Cruiseovu izvedbu: "S Cruiseom u ulozi Franka T.J. Mackeyja, uglađenog telepropovjednika snage penisa, redatelj postiže najveći uspjeh jer glumac istjeruje krajnje konvencionalnu gadljivost Očiju širom zatvorenih ... Kao John Travolta u Paklenom šundu, ova pažljivo upakirana filmska zvijezda je oslobođena riskantnim potezima". The Independent je rekao kako je film "bezgraničan". "Magnolija nema zadnju riječ ni na što. Ali je veličanstven".
U svojoj recenziji za New York Times, Janet Maslin je napisala, "Ali kad grupa počne pjevati u jedan glas, Magnolija se počinje raspadati sama od sebe. Začujuđe je vidjeti kako film počinje tako briljantno da bi sam sebe torpedirao u zadnji čas", no dodala je kako je "film spašen od svojih najgorih, najreduktivnijih ideja intimnošću izvedbi i mučnih signala koje odašilju glumci". Philip French je u svojoj recenziji za Observer napisao: "Je li žalosni svemir koji (Anderson) prikazuje išta više uvjerljiv od optimizma tradicionalnih sitcoma? Ovi su životi na neki način toliko zaostali i patetični da bi mogli dostići razinu tragedije".

### Nagrade
Magnolija je bila nominirama za dva Zlatna globusa 2000., Cruise za najboljeg sporednog glumca i Mann za najbolju originalnu pjesmu za "Save Me". Cruise je osvojio nagradu. Film je bio nominiran i za tri Oscara, uključujući Cruisea za najboljeg sporednog glumca, Andersona za najbolji originalni scenarij te "Save Me" Aimee Mann za najbolju originalnu pjesmu. Magnolija nije uspjela osvojiti nijednu nagradu. Međutim, Andersonov film je osvojio Zlatnog medvjeda na 50. Berlinskom filmskom festivalu.
Organizacija filmskih kritičara Toronta proglasila je Magnoliju najboljim filmom 1999., a Andersonu uručila nagradu za najboljeg redatelja. Njegov scenarij podijelio je prvo mjesto s onima filmova Biti John Malkovich i Vrtlog života. Philip Seymour Hoffman i Julianne Moore osvojili su nagrade Nacionalnog ureda za kritiku za najboljeg sporednog glumca i najbolju sporednu glumicu.
2000. Nagrade Organizacije televizijskih, radijskih i internetskih filmskih kritičara
- Nominacija za najbolji film

2001. Nagrade Grammy
- Nominacija za najbolji kompilacijski soundtrack album za filmski, televizijski ili drugi vizualni medij
- Nominacija za najbolji soundtrack album za filmski, televizijski ili srugi vizualni medij
- Nominacija za najbolju pjesmu napisanu za filmski, televizijski ili drugi medij: Aimee Mann za pjesmu "Save Me"

2000. Nagrade Ceha filmskih glumaca
- Nominacija za najbolju izvedbu glumačke ekipe u kino filmu
- Nominacija za najbolju sporednu glumicu: Julianne Moore
- Nominacija za najboljeg sporednog glumca: Tom Cruise

## Teme
Napisani su mnogi eseji o temama Magnolije. Neke od tema često povezanih s filmom su pokajanje, usamljenost, cijena propalih odnosa kao rezultat očeva koji su iznevjerili svoju djecu, nemogućnost kontrole svih događaja i njihovih ishoda, mogućnost kontroliranja individualnih akcija, pogreške iz prošlosti koje se ne mogu samo tako izbrisati, iskorištavanje i granice opraštanja. Neke teme uključuju obiteljsko nasilje. Uvodno ubojstvo dječaka od strane njegove majke i implicirano seksualno zlostavljanje Claudije od strane oca Jimmyja su među najočitijim.

## DVD
DVD izdanje filma uključuje dugački dokumentarac o snimanju, That Moments. Pokriva gotovo čitavo trajanje produkcije, od produkcijskog menadžmenta i rasporeda snimanja do glazbene režije i specijalnih efekata. Pretprodukcija je uključivala prikazivanje filmova TV mreža i Obični ljudi.

## Vanjske poveznice
- Službena stranica
- Magnolija u internetskoj bazi filmova IMDb-a
- Magnolija na Rotten Tomatoes
- Magnolija  Arhivirana inačica izvorne stranice od 1. prosinca 2008. (Wayback Machine) na popisu Arts & Faith Top100 duhovno značajnih filmova  Arhivirana inačica izvorne stranice od 20. srpnja 2006. (Wayback Machine)